# 楊鋒
楊鋒，中国古典通俗历史小説《三国演義》登場的虚构人物。南蛮銀冶洞二十一洞洞主。
楊鋒受到諸葛亮的恩義相待，兄弟子侄都受到諸葛亮活命之恩。于是假装带领五个儿子引三万兵来助孟獲作战。孟獲、孟優、朶思大王以为援軍前来，于是设酒宴相待杨锋父子。因为军中酒宴没有趣味，楊鋒让随军蛮姑表演刀牌舞，以助娱乐。楊鋒的两个儿子为孟獲、孟優敬酒，楊鋒大喝一声，二子将孟获、孟优捕执下座。杨锋抓住朶思大王，蛮姑包围宴席場，楊鋒将他们献给諸葛亮，朶思大王的禿龙洞陷落，是为五擒孟获。杨锋父子都被诸葛亮封赐官爵，重赏洞兵。杨锋等拜谢而去。